# テレンス・ヤング
ショーン・テレンス・ヤング（Shaun Terence Young、1915年6月20日 - 1994年9月7日）は、イギリスの映画監督。映画007シリーズの初期の監督として知られる。

## 来歴
英国警察署長の父のもと、1915年、上海市の共同租界に生まれる。英国で学び、ケンブリッジ大学を出る。大学ではテニス・ラグビー・クリケットが得意だった。大学新聞に批評を書き、夏はブリティッシュ・インターナショナル・ピクチャーズでアルバイトをし、卒業後脚本家となる。1941年、メロドラマ『デンジャー・イン・ムーンライト』の脚本家として注目される。
ヤングは第二次世界大戦後期のマーケット・ガーデン作戦の際、イギリス軍の戦車部隊長を務めており、激戦地のアルンヘムで砲撃の指揮をとっていた。後に「もう少し左を狙っていたら（当時同地に住んでいたオードリー・ヘプバーンを撃ってしまって）、今頃はこの仕事についていないだろう」とよく冗談を言っていたという。
ロンドンで脚本家、助監督を経て監督になり、1953年の『赤いベレー』でハリウッドデビューを果たす。
1962年には007シリーズ第1作『ドクター・ノオ』をヒットさせ、『ロシアより愛をこめて』、『サンダーボール作戦』の3作を監督した。映画を作るにあたり、無名だったショーン・コネリーを行きつけの高級テーラーに連れて行き、スーツを日常的に着させるところから始めたことから、ジェームズ・ボンドのファッションはテレンス・ヤングの嗜好が少なからず反映されているとも言える。『サンダーボール作戦』を製作後、「最終作を撮る時は戻ってくる」と言い残して去ったが、結局最後までカムバックすることはなかった。
1994年にフランス、カンヌの病院で心不全により79歳で死去した。

## 主な監督作品
- 赤いベレー - The Red Beret（1953）
- 今は死ぬ時でない - No Time To Die（1958） - 007映画の第25作『007 ノー・タイム・トゥ・ダイ No Time To Die（2021）とは同名だが別作品。ただし、スタッフ・キャストにアルバート・ブロッコリやルチアナ・パルッツィなど007関係者多数。
- 007 ドクター・ノオ - Dr.No（1962）
- 007 ロシアより愛をこめて - From Russia with Love（1963）
- 007 サンダーボール作戦 - Thunderball（1965）
- 残虐の掟 - L'Avventuriero（1967）
- 暗くなるまで待って - Wait Untile Dark（1967）
- うたかたの恋 - Mayerling（1968）
- クリスマス・ツリー - The Christmas Tree（1969）
- 夜の訪問者 - Cold Sweat（1970）
- レッド・サン - Red Sun（1971）
- バラキ - Valachi（1972）
- アマゾネス - The Amazones（1973）
- クランスマン - The Klansman（1974）
- 華麗なる相続人 - Bloodline（1979）
- インチョン! - Inchon!（1982）